# Oliver Ruano
Oliver Ruano (Madrid, 1992) es un actor y modelo español, conocido por interpretar el papel de Tirso Noguera en la telenovela Dos vidas.

## Biografía
Oliver Ruano nació en 1992 en Madrid (España), e incluso antes de convertirse en actor emprendió una carrera como modelo.

## Carrera
Oliver Ruano obtuvo su licenciatura en administración y dirección de empresas, con un posterior máster en marketing digital. Se interesó por la moda y dirigió su propia marca de ropa y joyería personalizada, Uncommon Nomads. A los treinta años cambió varias veces de profesión. Durante su carrera como modelo también modeló para la marca MangoI.
En 2021 y 2022 fue elegido para interpretar el papel de Tirso Noguera en la telenovela emitida en La 1 Dos vidas y donde actuó junto a actores como Laura Ledesma, Cristina de Inza, Aída de la Cruz y Miguel Brocca.
En 2024 protagoniza la serie Eva & Nicole para junto con Belén Rueda, Hiba Abouk y Andrés Velencoso.

## Filmografía

### Televisión
| Año         | Título                             | Personaje                      |
| ----------- | ---------------------------------- | ------------------------------ |
| 2021 - 2022 | Dos vidas                          | Tirso Noguera                  |
| 2024        | 4 estrellas                        | Alejandro "Álex" Vargas Losada |
| 2024        | Eva & Nicole                       | Oliver Guevara Pinot           |
| 2025        | Ladrones: La tiara de santa Águeda | Nacho                          |

## Marcas de moda
| Título          |
| --------------- |
| Uncommon Nomads |
| MangoI          |